# Норт-Хиро (тауншип, Миннесота)
Норт-Хиро (англ. North Hero) — тауншип в округе Редвуд, Миннесота, США. На 2000 год его население составило 172 человека.

## География
По данным Бюро переписи населения США площадь тауншипа составляет 91,1 км², из которых 91,1 км² занимает суша, водоёмов нет.

## Демография
По данным переписи населения 2000 года здесь находились 172 человека, 68 домохозяйств и 55 семей. Плотность населения — 1,9 чел./км². На территории тауншипа расположено 77 построек со средней плотностью 0,8 построек на один квадратный километр. Расовый состав населения: 98,84 % белых и 1,16 % азиатов. Испанцы или латиноамериканцы любой расы составляли 2,33 % от популяции тауншипа.
Из 68 домохозяйств в 30,9 % воспитывались дети до 18 лет, в 76,5 % проживали супружеские пары, в 2,9 % проживали незамужние женщины и в 19,1 % домохозяйств проживали несемейные люди. 17,6 % домохозяйств состояли из одного человека, при том 4,4 % из — одиноких пожилых людей старше 65 лет. Средний размер домохозяйства — 2,53, а семьи — 2,82 человека.
23,3 % населения — младше 18 лет, 5,2 % — в возрасте от 18 до 24 лет, 23,8 % — от 25 до 44, 32,6 % — от 45 до 64, и 15,1 % — старше 65 лет. Средний возраст — 44 года. На каждые 100 женщин приходилось 115,0 мужчин. На каждые 100 женщин старше 18 приходилось 116,4 мужчин.
Средний годовой доход домохозяйства составлял 29 125 долларов, а средний годовой доход семьи — 31 250 долларов. Средний доход мужчин — 23 750 долларов, в то время как у женщин — 22 000. Доход на душу населения составил 13 857 долларов. За чертой бедности находились 16,1 % семей и 14,8 % всего населения тауншипа, из которых 15,6 % младше 18 и 5,9 % старше 65 лет.